# Petrit Llanaj
Petrit Llanaj (ur. 2 stycznia 1937 we Wlorze, zm. 3 listopada 2000 w Tiranie) – aktor i reżyser albański.

## Życiorys
Ukończył szkołę aktorską im. Aleksandra Moisiu, działającą przy Teatrze Ludowym w Tiranie. Pracował potem jako wykładowca stołecznej Akademii Sztuk. Jego debiutem scenicznym była główna rola w dramacie Szekspira Poskromienie złośnicy.
Na dużym ekranie zadebiutował w 1967 niewielką rolą w filmie Ngadhjenim mbi vdekjen, w reżyserii Gezima Erebary i Piro Milkaniego. Zagrał potem jeszcze w sześciu filmach fabularnych, w trzech z nich były to role główne.  W 1976 zadebiutował jako reżyser, realizując film dokumentalny Frymezimet e para (Pierwsze inspiracje). W 1979 był asystentem reżysera w filmie Mysafiri. W 1986 samodzielnie zrealizował pierwszy film fabularny Kur ndahesh nga shokët, był także współautorem scenariusza do filmu. Po przejściu na emeryturę pod koniec lat 80., wyjechał do Chin, gdzie pracował jako reżyser.
W 1998 uległ ciężkiemu wypadkowi samochodowemu, zmarł w 2000 w Tiranie.

## Role filmowe
- 1967: Ngadhjenim mbi vdekjen jako szewc Vasili
- 1969: Njësit gueril jako Agron
- 1972: Ndërgjegja jako sekretarz
- 1976: Fijet, që priten jako Petrit
- 1980: Dëshmorët e monumenteve jako Vangjo
- 1981: Shtëpia jonë e përbashkët
- 1983: Dritat e qytezës jako Spiro
- 1984: Gjurmë në deborë jako Ilir
- 1988: Tre vetë kapërcejnë malin

## Filmy wyreżyserowane
- 1976: Frymezimet e para (film dokumentalny)
- 1977: Nje udhëtim i vështirë razem z Xhezairem Dafą
- 1986: Kur ndahesh nga shokët
- 1987: Përsëri pranverë
- 1984: Troku (film dokumentalny)